# دینا اشر اسمیت
دینا اشر اسمیت (انگلیسی: Dina Asher-Smith؛ زادهٔ ۴ دسامبر ۱۹۹۵) یک دونده اهل بریتانیا است. وی در مسابقات کشوری و بین‌المللی در مجموع برندهٔ ۴ مدال طلا، ۲ مدال نقره، ۱ مدال برنز شده‌است.